# Schönau im Schwarzwald
Schönau im Schwarzwald är en småstad och kurort i sydvästra Tyskland, belägen i Landkreis Lörrach i Baden-Württemberg, vid floden Wiese i Schwarzwald, omkring 30 km söder om Freiburg im Breisgau. Staden har cirka 2 500 invånare och en yta på 15 km².
Staden är även administrativ huvudort för kommunalförbundet Gemeindeverwaltungsverband Schönau im Schwarzwald, där förutom Schönau också grannkommunerna Aitern, Böllen, Fröhnd, Schönenberg, Tunau, Utzenfeld, Wembach och Wieden ingår.

## Geografi

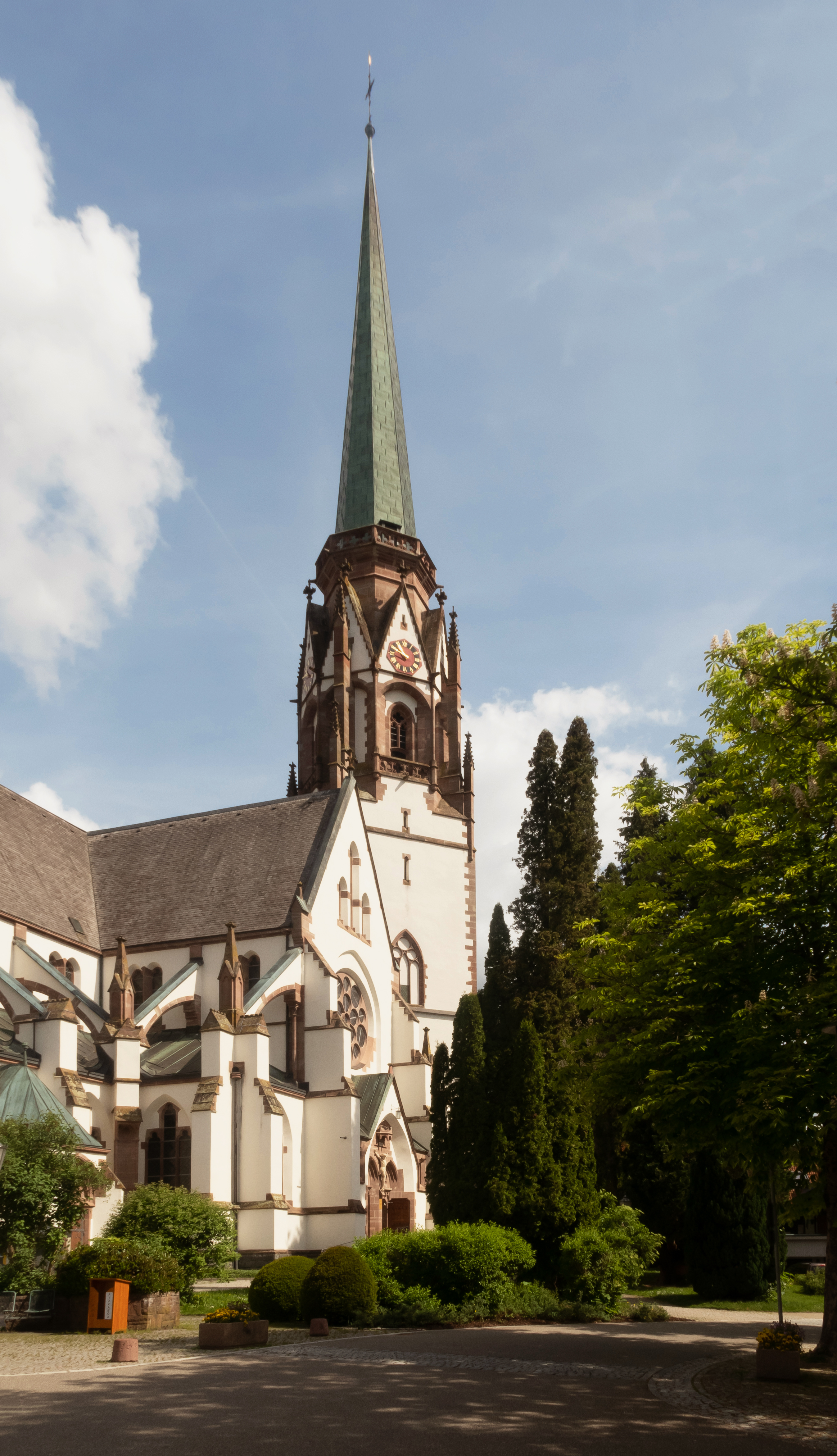
Schönaus centrum med Marie himmelsfärdskyrkan

Schönau ligger i övre delen av Wiesental, floden Grosser Wieses floddal, i södra delen av skogen Schwarzwald. Mer än 80 procent av kommunens yta utgörs av skog. Staden omges av flera berg och medan den lägsta punkten i kommunen ligger 519 meter över havet är den högsta punkten (bergstoppen Blössling) 1309 meter, en höjdskillnad på nästan 800 m.

## Näringsliv
Schönau är känt för sin borsttillverkning, som historiskt är en viktig industri i regionen, och idag finns tre tillverkare i staden. Staden är dessutom nationellt uppmärksammad i Tyskland för sin energipolitik, då en medborgargrupp köpte det lokala eldistributionsnätet 1997.

## Kända Schönaubor
- Joachim "Jogi" Löw (född 1960), förbundskapten för Tysklands herrlandslag i fotboll och tidigare fotbollsspelare. Löw utsågs även till hedersmedborgare i Schönau efter segern i Fotbolls-VM 2014.
- Albert Leo Schlageter (1894-1923), nazistisk frikårsmedlem och sabotör.